# عصوانيات (رتبة)
رتبة العصوانيات (باللاتينية: Bacteroidales) هي رتبة تضم خمس فصائل حية من البكتيريا.